# کارلو پونتی (رهبر ارکستر)

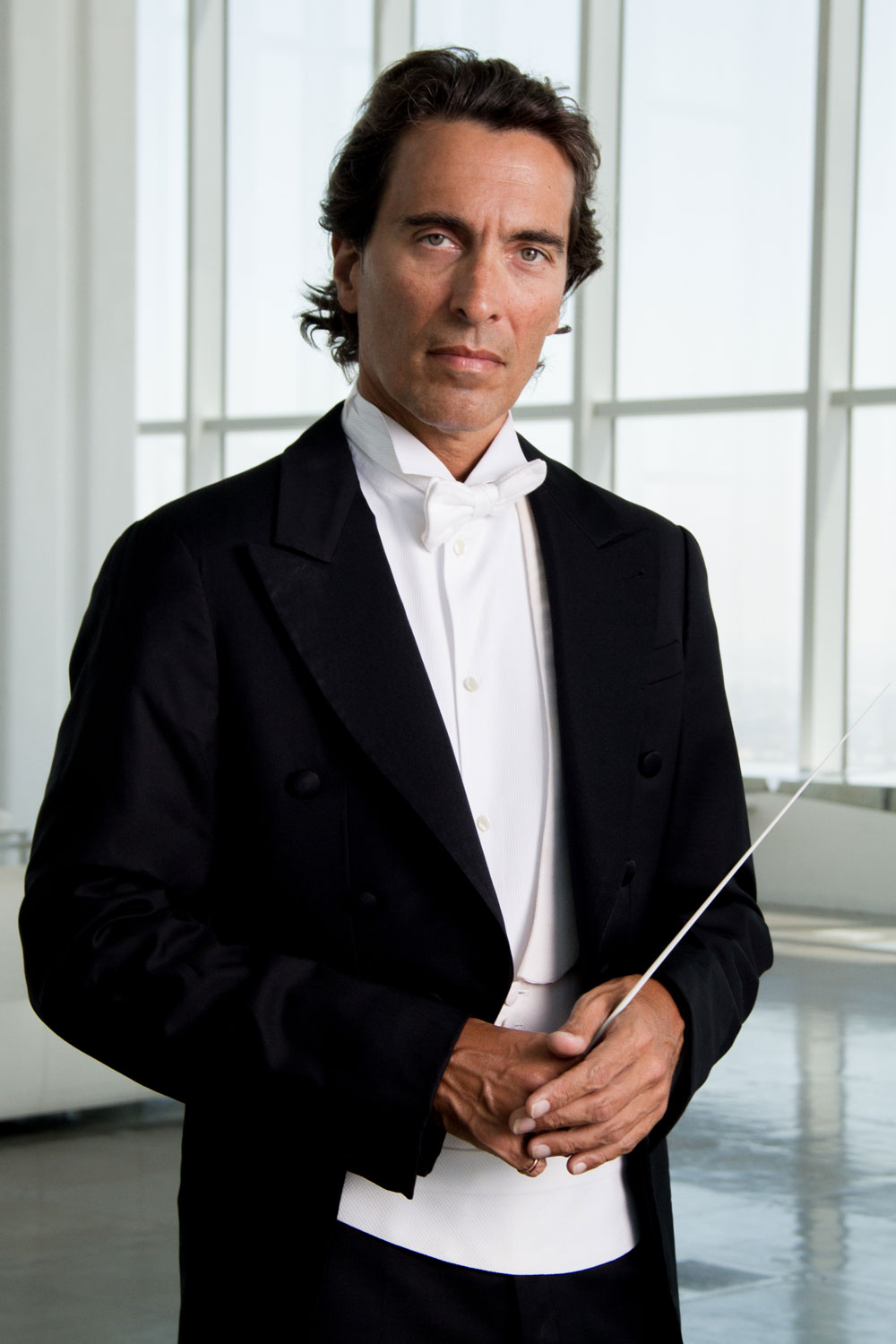
پونتی در سال ۲۰۱۹

کارلو پونتی جونیور (زاده ۲۹ دسامبر ۱۹۶۸)  رهبر ارکستر ایتالیایی است که در ایالات متحده آمریکا کار می کند. او پسر کارلو پونتی پدر،  تهیه کننده فیلم و سوفیا لورن بازیگر ایتالیایی و برادر بزرگتر ادواردو پونتی کارگردان سینما است.

## اوایل زندگی
پونتی که در ژنو ، سوئیس به دنیا آمد، از سال ۱۹۹۶ تا ۱۹۹۴ در مؤسسه رهبری ارکستر در کنتیکت به سرپرستی هارولد فاربرمن کار کرد، از سال ۱۹۹۹ تا ۱۹۹۷ با مهلی مهتا ، زوبین مهتا و آندری بوریکو در لس آنجلس کار کرد و تحصیلات موسیقی خود را ارتقا بخشید. در وین از ۲۰۰۱ تا ۱۹۹۹ تحت رهبری لئوپولد هاگر و اروین آسل کار کرد. 

## حرفه
او به عنوان مهمان بین المللی اجرا کرده است و جوایز مختلفی را برای پرورش استعدادهای جوان موسیقی از طریق آموزش موسیقی دریافت کرده است. پونتی از سال ۲۰۱۸ تا ۲۰۰۰ رهبر ارکستر ملی روسیه بوده و از سال ۲۰۱۳ تا ۲۰۰۱ مدیر موسیقی و رهبر اصلی سمفونی سن برناردینو بوده است  در سال ۲۰۱۳ او ارکستر ویرتوزی لس آنجلس را تأسیس کرد، گروهی که بر ارزش آموزشی موسیقی تأکید داشت و او مدیر هنری و موسیقی آن است. ارکستر ویرتوزی لس آنجلس در حال حاضر نهمین فصل کنسرت خود را در لس آنجلس اجرا می کند. 